# Бискамжа
Бискамжа́ (хак. Пис хамҷы — пять логов) — посёлок городского типа в Аскизском районе Республики Хакасия России. Образует одноимённое городское поселение. Железнодорожная станция Бискамжа Красноярской железной дороги (код 88660).

## География
Посёлок находится на пересечении железных дорог Абакан — Новокузнецк и Аскиз — Вершина Тёи, на берегах одноимённой реки. Основан в 1953 году первоначально как ж.-д. станция. Статус посёлка городского типа с 1961 года, рабочего посёлка с 2014 года. В посёлке имеются средняя школа (1964), дом культуры, детский сад. Часть трудоспособного населения занята на участке по обслуживанию железной дороги.

## Население
| 1970  | 1979  | 1989  | 2002  | 2009  | 2010  |
| ----- | ----- | ----- | ----- | ----- | ----- |
| 2953  | ↘2074 | ↘1876 | ↗1990 | ↘1815 | ↘1267 |
| 2012  | 2013  | 2014  | 2015  | 2016  | 2017  |
| ↘1217 | ↘1184 | ↘1149 | ↘1144 | ↘1109 | ↘1083 |
| 2018  | 2019  | 2020  | 2021  |       |       |
| ↘1054 | ↘1032 | ↘1000 | ↗1182 |       |       |

Население на 1 января 2019 года составляло: 1 032.
Национальный состав
Хакасы, русские, немцы.

## Топографические карты
- Лист карты N-45-96 Бискамжа. Масштаб: 1 : 100 000. Состояние местности на 1984 год. Издание 1987 г.